# Greatest Hits (Queen-album)
A Greatest Hits a brit Queen rockegyüttes 1981-ben megjelent első válogatásalbuma. Világszerte eltérő dalsorrenddel jelent meg, attól függően, hogy mely területen mely dalok váltak slágerré. Az amerikai kiadáson már szerepelt az akkor új daluk, az „Under Pressure” is – az angliai változatra időhiány miatt nem kerülhetett fel. A dalok többségét Freddie Mercury énekes írta, utána sorrendben Brian May gitáros és John Deacon következett – Roger Taylor dobosnak egyetlen addig kiadott dala sem került fel. Megjelenésekor nagy sikert aratott Angliában, az első helyet érte el a listán, és több százezer példányban kelt el pár hét alatt. Amerikában viszont sem az eredeti kiadás, sem az 1992-es változat nem került be a Top 10-be.
Az évek során világszerte mintegy 25 millió példány kelt el belőle (csak Amerikában 8 millió), így egyike az együttes legsikeresebb albumainak, és a világon a legnagyobb példányszámban elkelt albumoknak. 5,6 milliós eladásával Anglia legnagyobb példányszámban megvásárolt albumának számít. A kritikusok mind megjelenésekor, mind visszatekintve jól fogadták, és az együttes legjobb, legtöbb betekintést nyújtó válogatásának tartják.

## Háttér és megjelenés
1981-ben az együttes a fennállásának tizedik évfordulóját ünnepelte, ennek alkalmából a kiadójuk több válogatásanyagot jelentetett meg: a Greatest Hits slágergyűjteményt, a Greatest Flix video kiadványt, amely az addig megjelent klipjeiket tartalmazta, és a Greatest Pix fotóalbumot, amely az együttesről készült fényképeket gyűjtötte össze.
A szokványos válogatásalbumoktól eltérően a Greatest Hits világszerte különböző dalsorrendekkel jelent meg, figyelembe véve, hogy melyik területen melyik dal lett sikeres. Így például a japán változatra felkerült a „Teo Torriatte”, az amerikai és kanadai kiadásra az „Under Pressure” és a „Keep Yourself Alive”, vagy a dél-amerikai változatokra az ott nagyon sikeres „Love of My Life”. Néhány országban, ahol nem jelent meg elég kislemez-slágerük az album megtöltéséhez, olyan kislemezen meg nem jelenő dalokat alkalmaztak „töltelékként”, mint a „Sweet Lady”.
Az eredeti angliai változatot csak import útján lehetett megszerezni Amerikában. Első hivatalos kiadása 1995-ben a Greatest Hits I & II doboz részeként történt meg, önállóan pedig 2004-ben, három plusz dallal Greatest Hits: We Will Rock You Edition címen. 1991-ig ez volt az együttes egyetlen nemzetközi válogatásalbuma, akkor Angliában megjelent a Greatest Hits II kiadvány, az 1981 és 1991 közötti slágerekkel. Amerikában éppen abban az időben került át az együttes kiadási joga a Capitol Recordstól a Hollywood Recordshoz, a kiadó pedig nagy hangsúlyt fektetett az együttes katalógusalbumainak reklámozására, ezért kiadott egy felújított dalsorrendű Greatest Hits kiadványt, amelyet piros borítójáról Red Greatest Hitsnek szoktak nevezni.
Az albumborítón szereplő képet Lord Snowdon, Margit hercegnő férje készítette. Az eredeti bakelitlemezes kiadás belső borítóján egy „folyamatábra” szerepelt, amely tételesen felsorolta, és képekkel illusztrálta, hogy mely dal mely albumról származik. Bár az angol kiadáson nem szerepelt a „Keep Yourself Alive”, a belső borítón mégis látszott a Queen album képe, mert a „Seven Seas of Rhye”-t a Queen és a Queen II albumhoz is hozzárendelték.

## Fogadtatás
| Kritikák             | Kritikák         |
| Forrás               | Értékelés        |
| -------------------- | ---------------- |
| Record Mirror        | (1981)           |
| Entertainment Weekly | B+ (1991)        |
| Chicago Tribune      | (1992)           |
| RS Album Guide       | (2004)           |
| BBC                  | (kedvező) (2011) |
| AllMusic             | [ 8 ]            |

A lemez megjelenése után szinte a világ minden pontján nagy siker volt, több országban listavezető lett. Angliában az első négy napon több mint 300 ezer példányban kelt el, és platinalemez lett – a második helyen kezdett az albumlistán, ezt követően négy hétig vezette azt, majd újabb négy hétig újra a második volt. Megjelenése óta szinte folyamatosan jelen volt az angol slágerlistán, napjainkig több mint 700 hetet töltött el rajta, és minden héten legalább pár ezer példányt vásároltak belőle. A Brit Hanglemezgyártók Szövetsége utoljára 1992-ben minősítette a lemezt, 11× platinára (3,3 millió), de egy 2016-os összeállítás szerint 6,1 milliós eladással Anglia legnagyobb példányszámban értékesített albuma. Amerikában az eredeti 1981-es kiadás a 14. helyet érte el az albumlistán, és még abban az évben platinalemez lett, ami egymillió példány feletti eladást jelent. 1992-ben a Hollywood Records újrakiadása, a vörös borítós változat a 11. helyre került a listán, és hosszantartóbb sikere volt, 2010-ig minden évben több-kevesebb hétre felkerült a listára, bár általában a 150-nél is alacsonyabb helyezéssel. Az Amerikai Hanglemezgyártók Szövetsége 2006-ban 8× platinára minősítette, ami 8 millió példány feletti eladást jelent. A Nielsen SoundScan felmérései szerint 1991 és 2012 között Amerikában 7 millió példány kelt el belőle (a 2004-es We Will Rock You Edition-ből 872 ezer példány). Világviszonylatban egyike a legnagyobb példányszámban elkelt albumoknak, 2011-ig több mint 25 millió darabot vásároltak belőle.
A kritikusok javarészt pozitívan fogadták a slágergyűjteményt. A Billboard magazin szerint kiválóan bemutatja, ahogyan az együttes anélkül próbálja ki magát rendkívül sok stílusban, hogy elveszítenék különleges dalszerzői és slágercsináló képességüket. A Record Mirror kritikusa ötcsillagosra értékelte, minden tekintetben első osztályúnak nevezte. Kiemelte, hogy az együttes legjobb dalait listázza, és hogy jól vannak egyensúlyozva a különböző stílusú dalok. Visszatekintve az együttes legjobb, legalapvetőbb válogatásalbumának tartják. Az Entertainment Weekly kritikusa ugyancsak jól fogadta az 1992-es újrakiadásakor, a nem sokkal azelőtt megjelenő, szirupos Classic Queenhez hasonlítva megjegyezte: „a Greatest Hitsre kerültek azok a keményebb dalok, amelyeket arról lehagytak”. A 2011-es újrakiadás kapcsán a BBC kritikusa méltatta a lemezt, meglátásra szerint bár hiányoznak róla fontos dalok, mégis, csak egy bolond merne hibát keresni rajta. Visszatekintő kritikájában az AllMusic írója négy és félcsillagosra értékelte, az együttes legkifogástalanabb válogatásalbumának nevezte.

## Az album dalai
| 1.  | Bohemian Rhapsody              | Freddie Mercury | 5:55 |
| 2.  | Another One Bites the Dust     | John Deacon     | 3:32 |
| 3.  | Killer Queen                   | Mercury         | 2:57 |
| 4.  | Fat Bottomed Girls             | Brian May       | 3:16 |
| 5.  | Bicycle Race                   | Mercury         | 3:01 |
| 6.  | You’re My Best Friend          | Deacon          | 2:52 |
| 7.  | Don’t Stop Me Now              | Mercury         | 3:29 |
| 8.  | Save Me                        | May             | 3:43 |
| 9.  | Crazy Little Thing Called Love | Mercury         | 2:42 |
| 10. | Somebody to Love               | Mercury         | 4:56 |
| 11. | Now I’m Here                   | May             | 4:10 |
| 12. | Good Old-Fashioned Lover Boy   | Mercury         | 2:54 |
| 13. | Play the Game                  | Mercury         | 3:30 |
| 14. | Flash’s Theme                  | May             | 2:46 |
| 15. | Seven Seas of Rhye             | Mercury         | 2:47 |
| 16. | We Will Rock You               | May             | 2:01 |
| 17. | We Are the Champions           | Mercury         | 2:59 |

| 1. | I’m in Love with My Car                                                   | Roger Taylor      | 3:12 |
| 2. | Under Pressure (a Queen on Fire – Live at the Bowl koncertalbumról)       | Queen/David Bowie | 3:39 |
| 3. | Tie Your Mother Down (a Queen on Fire - Live at the Bowl koncertalbumról) | May               | 6:22 |

| 1.  | Another One Bites the Dust     | Deacon            | 3:32 |
| 2.  | Bohemian Rhapsody              | Mercury           | 5:55 |
| 3.  | Crazy Little Thing Called Love | Mercury           | 2:42 |
| 4.  | Killer Queen                   | Mercury           | 2:57 |
| 5.  | Fat Bottomed Girls             | May               | 4:16 |
| 6.  | Bicycle Race                   | Mercury           | 3:01 |
| 7.  | Under Pressure                 | Queen/David Bowie | 4:02 |
| 8.  | We Will Rock You               | May               | 2:01 |
| 9.  | We Are the Champions           | Mercury           | 2:59 |
| 10. | Flash’s Theme                  | May               | 2:46 |
| 11. | Somebody to Love               | Mercury           | 4:56 |
| 12. | You’re My Best Friend          | Deacon            | 2:52 |
| 13. | Keep Yourself Alive            | May               | 3:47 |
| 14. | Play the Game                  | Mercury           | 3:30 |

| 1.  | We Will Rock You               | May     | 2:02 |
| 2.  | We Are the Champions           | Mercury | 3:01 |
| 3.  | Another One Bites the Dust     | Deacon  | 3:37 |
| 4.  | Killer Queen                   | Mercury | 3:01 |
| 5.  | Somebody to Love               | Mercury | 4:56 |
| 6.  | Fat Bottomed Girls             | May     | 3:16 |
| 7.  | Bicycle Race                   | Mercury | 3:02 |
| 8.  | You're My Best Friend          | Deacon  | 2:51 |
| 9.  | Crazy Little Thing Called Love | Mercury | 2:43 |
| 10. | Now I'm Here                   | May     | 4:14 |
| 11. | Play the Game                  | Mercury | 3:31 |
| 12. | Seven Seas of Rhye             | Mercury | 2:48 |
| 13. | Body Language                  | Mercury | 3:33 |
| 14. | Save Me                        | May     | 3:48 |
| 15. | Don't Stop Me Now              | Mercury | 3:30 |
| 16. | Good Old-Fashioned Lover Boy   | Mercury | 2:55 |
| 17. | I Want to Break Free           | Deacon  | 4:22 |

## Helyezések és eladások
Helyezések
| Ország       | Helyezés |
| ------------ | -------- |
| Anglia       | 1        |
| Amerika      | 14       |
| Hollandia    | 1        |
| Japán        | 9        |
| Németország  | 1        |
| Ausztria     | 1        |
| Kanada       | 1        |
| Magyarország | 12       |
| Ausztrália   | 2        |
| Svájc        | 1        |
| Új-Zéland    | 1        |
| Olaszország  | 35       |

Eladások
| Ország            | Minősítés   | Eladás     | Utolsó minősítés ideje | Megjegyzés                                 | Forrás        |
| ----------------- | ----------- | ---------- | ---------------------- | ------------------------------------------ | ------------- |
| Anglia            | 11× platina | 5 678 610+ | 1992. január 1.        | Legtöbb példányban eladott album Angliában | [ 15 ] [ 16 ] |
| Amerika           | 8× platina  | 8 000 000+ | 2006. május 23.        | 2002-ben 7× platina                        | [ 17 ]        |
| Amerika Soundscan |             | 7 000 000+ |                        | 1991 és 2012 között                        | [ 12 ]        |
| Argentína         | 3× platina  | 120 000+   | 1994. február 8.       |                                            | [ 18 ]        |
| Svájc             | 5× platina  | 150 000+   | 1997                   |                                            | [ 19 ]        |
| Kanada            | 3× platina  | 300 000+   |                        |                                            | [ 20 ]        |
| Németország       | 7× arany    | 1 750 000+ |                        |                                            | [ 21 ]        |

## Külső hivatkozások
- Hivatalos információk (angol nyelven). QueenOnline
- Slágerlistás helyezései. ukmix.org (angolul)